# Beryl Markham
Beryl Markham nata Clutterbuck (Ashwell, 26 ottobre 1902 – Nairobi, 3 agosto 1986) è stata un'aviatrice e scrittrice britannica. È stata la prima persona a volare, in solitaria e senza sosta, dalla Gran Bretagna fino al Nord America attraverso l'Oceano Atlantico. A seguito di questa impresa ha scritto un libro di memorie, A occidente con la notte.

## Biografia
Markham nacque nel villaggio di Ashwell, nella contea di Rutland, in Inghilterra, figlia di Charles Baldwin Clutterbuck, abile addestratore di cavalli, e di sua moglie Clara Agnes Alexander (1878–1952). Aveva un fratello maggiore, Richard Alexander "Dickie" Clutterbuck (1900-1927).
All'età di quattro anni, si trasferisce con suo padre in Kenya, denominato allora con il nome coloniale Africa Orientale Britannica. Costruisce un allevamento di cavalli a Njoro, vicino alla Rift Valley tra la scarpata di Mau e la valle di Rongai. Markham trascorre un'infanzia avventurosa imparando, giocando e cacciando con i bambini del posto. Nella fattoria di famiglia, sviluppa la conoscenza e l'amore per i cavalli, affermandosi come addestratrice all'età di 17 anni, dopo che suo padre partì per il Perù.
Avventurosa, indipendente e bella, Markham era ammirata e descritta come una nota anticonformista, anche in una colonia nota per i suoi eccentrici colori. Si sposò tre volte, prendendo il nome Markham dal suo secondo marito, il ricco Mansfield Markham, dal quale ebbe un figlio, Gervase. Ebbe una relazione pubblica nel 1929 con il principe Henry, duca di Gloucester, figlio di re Giorgio V, ma i Windsor interruppero la storia d'amore. Ebbe anche una relazione con Hubert Broad, che in seguito fu indicato da Mansfield Markham come co-convenuto nella causa del suo divorzio del 1937. Dopo la sua traversata atlantica, tornò a stare con Broad, che ebbe influenza nella sua carriera di pilota.
Fece amicizia con la scrittrice danese Karen Blixen durante gli anni in cui quest'ultima gestiva la piantagione di caffè della sua famiglia sulle colline Ngong fuori Nairobi. Quando il legame romantico di Blixen con il cacciatore e pilota Denys Finch Hatton era agli sgoccioli, Markham iniziò una relazione con lui. La invitò a visitare le terre di caccia su quello che si rivelò essere il suo volo fatale, ma Markham rifiutò, presumibilmente a causa di una premonizione del suo istruttore di volo, il pilota britannico Tom Campbell Black.
Ispirata e allenata da Tom Campbell Black, Markham imparò a pilotare. Lavorò per un po' come pilota nel bush, individuando selvaggina dall'aria e segnalando la loro posizione ai safari a terra.

## Record di volo

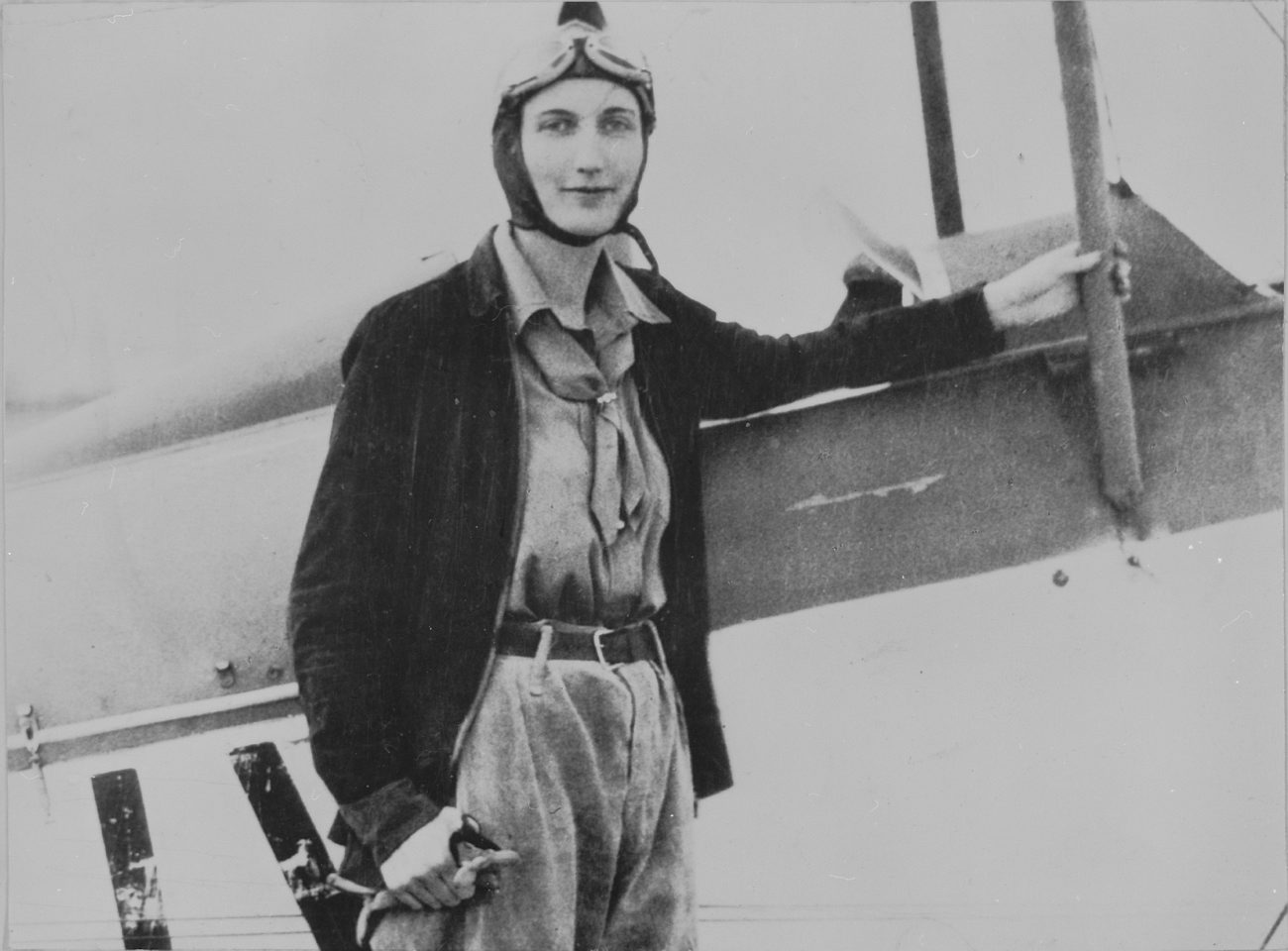
Beryl Markham, c. 1930

Markham è principalmente conosciuta per il suo volo in solitaria attraverso l'Oceano Atlantico, dall'Inghilterra al Nord America nel 1936. Quando decise di intraprendere la transvolata atlantica, nessun pilota aveva ancora volato senza scalo dall'Europa a New York, e nessuno aveva fatto il volo da solo verso ovest, anche se molti erano morti nel tentativo. Markham sperava di rivendicare entrambi i record. Il 16 settembre 1936 decollò da Abingdon, nel sud dell'Inghilterra. Dopo un volo di 20 ore, il suo Vega Gull, The Messenger, restò a corto di carburante a causa della formazione di ghiaccio sugli sfiati del serbatoio, e atterrò a Baleine Cove sull'isola di Cape Breton, in Nuova Scozia, nel Canada. Divenne la prima persona ad arrivare dall'Inghilterra al Nord America senza sosta da est a ovest e fu celebrata come una pioniera dell'aviazione.
Markham raccontò molte delle sue avventure nel suo libro di memorie, A occidente con la notte, pubblicato nel 1942. Nonostante le molte recensioni sulla stampa, il libro ebbe una modesta tiratura, e poi andò rapidamente fuori stampa. Dopo aver vissuto per molti anni negli Stati Uniti, Markham tornò in Kenya nel 1952.

## Riscoperta
Il libro di memorie di Markham restò ignorato fino al 1982, quando un ristoratore californiano, George Gutekunst, lesse la raccolta di lettere di Ernest Hemingway in cui il Nobel elogiava la prosa della Markham. Così, Gutekunst convinse la North Point Press, casa editrice californiana, a ripubblicare il libro nel 1983. La ripubblicazione ebbe un buon successo e permise alla Markham di vivere in maniera agiata gli ultimi anni di vita.
Dopo la morte dell'autrice e aviatrice, avvenuta nel 1986, fu pubblicata una raccolta di racconti della Markham sotto il titolo di The Splendid Outcast con l'introduzione di Mary S. Lovell. Nel 1988, la CBS mandò in onda la miniserie biografica, Beryl Markham: A Shadow on the Sun, con Stefanie Powers nel ruolo della protagonista.
Sia A occidente con la notte che The Splendid Outcast apparvero nella classifica dei libri più venduti del New York Times.

## Critiche all'autenticità
Nonostante ci fossero molte prove che il libro A occidente con la notte fosse stato effettivamente scritto dalla Markham, alcuni critici sollevarono dei dubbi a causa di alcune dichiarazioni fatte da Raoul Schumacher, terzo marito della Markham, che questa aveva sposato nel 1942 nel Wyoming. La scrittrice Mary S. Lovell, che aveva incontrato la Markham a Nairobi, pochi anni prima della morte dell'aviatrice, ritenne che questa fosse l'unica autrice del manoscritto. La Lovell suggerì, inoltre, che a rendere così chiara ed elegante la prosa narrativa della Markham fosse stata la sua frequentazione con lo scrittore Antoine de Saint-Exupéry, che fu uno dei suoi numerosi amanti.

## Nella cultura di massa
- Nel film La mia Africa del 1985, compare il personaggio di Felicity (interpretato da Suzanna Hamilton) che è liberamente ispirato a Beryl Markham.
- Markham è rappresentata nell'episodio Come una Merriwick della serie Good Witch.

## Omaggi
L'Unione Astronomica Internazionale ha deciso di chiamare un cratere di Venere Markham, in suo onore.